# Riders Share
Riders Share (RidersShare, Inc.) és una comunitat d'ús compartit de motocicletes amb seu a Austin, Texas. La companyia utilitza motocicletes infrautilitzades amb pilots que volen llogar-ne. Rider Share utilitza l'aprenentatge automàtic per seleccionar als pilots, subministra pòlisses d'assegurança als propietaris i ofereix assistència en carretera als seus arrendataris.
A partir del 2021, Riders Share té una comunitat de 80.000 usuaris registrats i més de 15.000 membres han llogat les seves motos a la plataforma. Porten una gran selecció de motocicletes, incloses marques com BMW, Ducati, Harley-Davidson, Indian Motorcycle i Can-Am.
La seva missió és fer que les motocicletes siguin assequibles creant ingressos addicionals per a les persones que volen llogar les seves motos i ajudant a més de 20 milions d'exconductors als Estats Units a tornar a la carretera.

## Història
El 2018, Guillermo Cornejo, CEO, va llançar Riders Share a Los Angeles, Califòrnia. L'empresa peer-to-peer és similar als mercats en línia com Airbnb i Turo.
El 2020, la companyia va traslladar la seva seu a Austin, Texas. Rider Share va guanyar 2 milions de dòlars amb LiveOak Venture Partners com a principal inversor. Anteriorment, la companyia va recaptar 970.000 dòlars de Texas HALO Fund, Edgebrook Partners, Techstars i inversors privats.
El 2021, Riders Share va llançar el seu servei de membres Rider Pass. Els usuaris poden adquirir una subscripció anual per rebre descomptes en els seus lloguers.

## Assegurança
Riders Share gestiona la seva pròpia companyia d'assegurances que utilitza automatismes per identificar el cost d'assegurar lloguers individuals. La companyia està associada amb la companyia d'assegurances Lloyd's de Londres per oferir cobertura de responsabilitat civil als motoristes.